# Konuk
Konuk ist ein türkischer männlicher Vorname und Familienname mit der Bedeutung „Gast“.

## Namensträger

### Familienname
- Abdul Kadir Konuk (1947–2023), türkischer Schriftsteller[2]
- İsmail Konuk (* 1988), türkischer Fußballspieler
- Kağan Timurçin Konuk (* 1990), türkischer Fußballspieler